# Schwanebeck (Bad Belzig)

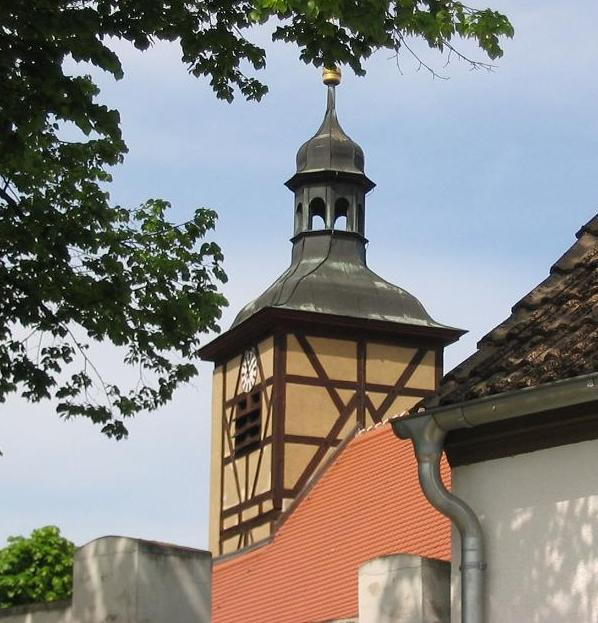
Feldsteinkirche mit Fachwerkdachreiter, wahrscheinlich aus dem 14. Jahrhundert

Das Angerdorf Schwanebeck ist ein Ortsteil der Kreisstadt Bad Belzig im Brandenburger Landkreis Potsdam-Mittelmark.
Es liegt am Rand des Naturschutzgebietes Belziger Landschaftswiesen und ist eingebunden in den Naturpark Hoher Fläming. Zudem verfügt Schwanebeck über eine mittelalterliche Feldsteinkirche und blickt auf eine Vergangenheit als Kurort zurück. Das „Stadtbild“ prägt der Belziger/Fredersdorfer Bach, der neben der Dorfstraße mitten durch den Ort verläuft.

## Lage und naturräumliche Einbindung
Das Dorf mit 276 Einwohnern (Stand 13. November 2023) befindet sich am Ausgang des Tals, das der Belziger/Fredersdorfer Bach in die Fläminghöhen hinab zum Trappenschutzgebiet Belziger Landschaftswiesen im Baruther Urstromtal geschnitten hat. Bachaufwärts nach Süden verbindet die Bundesstraße 102 das Dorf mit der rund drei Kilometer entfernten Kernstadt Bad Belzig, dem Schwanebeck als ehemaliges Amtsdorf bereits historisch verbunden war, während viele der heute zu Bad Belzig zählenden Dörfer erst in jüngerer Zeit eingemeindet wurden. Zu den jüngeren Bad Belziger Ortsteilen zählt beispielsweise Schwanebecks nordwestliches Nachbardorf Lütte, das ebenfalls an der Bundesstraße 102 liegt, die hier und über weite Strecken Bestandteil der Deutschen Alleenstraße ist.
Der direkte nördliche und nur rund Tausend Meter entfernte Nachbar Fredersdorf hat sich als einziges aller Randdörfer der Landschaftswiesen ein Stück in das Urstromtal hineingeschoben, das im Wiesenbereich ansonsten siedlungsfrei ist. Das Dorf Benken aus der Gemeinde Wiesenburg/Mark ist der nächste Nachbar im Westen und mit über zehn Kilometern Luftlinie ein erhebliches Stück entfernt, da die Fläminghöhen nur dünn besiedelt sind. Die Straßenentfernung ist noch beträchtlich höher, da die einzige Verbindung über das Zentrum Bad Belzig führt. Nach Osten verbindet Schwanebeck eine kleine Landstraße mit dem Brücker Dorf Baitz, das die Naturschutzstation und Vogelschutzwarte der Belziger Landschaftswiesen beherbergt.
Seine Zugehörigkeit zum Naturpark Hoher Fläming unterstreicht die landschaftlich exponierte Lage des Dorfes zwischen bewaldeten Fläminghöhen und dem für Brandenburg seltenen Durchströmungsmoor des Urstromtals.

## Geschichte

### Modename Swanebeke

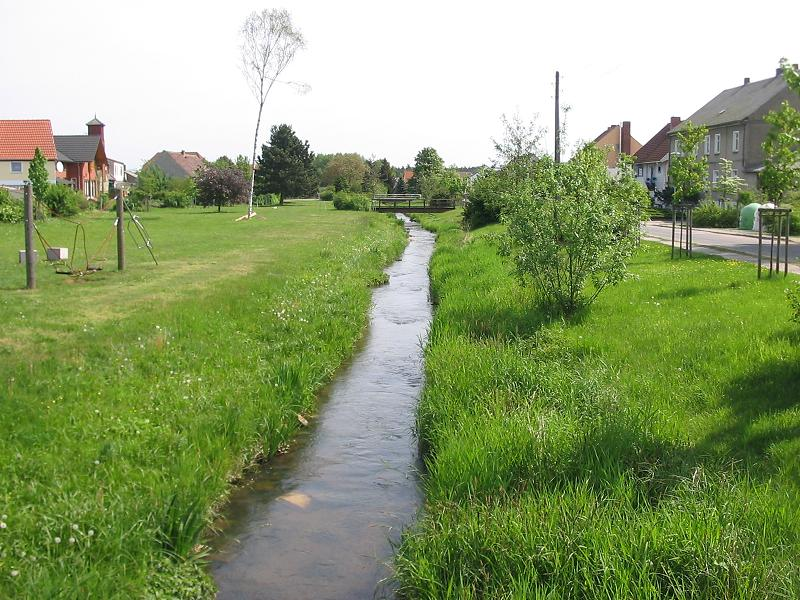
Belziger/Fredersdorfer Bach mitten im Dorf

Die erste schriftliche Erwähnung findet das Dorf 1379 als Swanebeke, also Schwanenbach (beke steht im mittelniederdeutschen allgemein für Bach). Schwanebeck gilt vielen Historikern als Modename für Dorfgründungen oder Umbenennungen für von den Slawen übernommene Dörfer in der Zeit des deutschen Landesausbaus nach Osten. Die Dorfgründung lag zeitlich wahrscheinlich noch deutlich dichter an der Ausweitung der Mark Brandenburg, die der Sohn und die Enkel von Albrecht dem Bären, dem Gründer der Mark im Jahr 1157, durch eine geschickte Siedlungspolitik im ausklingenden 12. und im 13. Jahrhundert vorantrieben. Dafür spricht eine indirekte schriftliche Erwähnung Schwanebecks schon im Jahr 1333.
Allerdings konnten die askanischen Markgrafen und ihre Nachfolger aus den Häusern Wittelsbach, Luxemburg und Hohenzollern in den folgenden innerdeutschen Auseinandersetzungen nicht alle Gebiete halten, so dass viele Flämingteile an Magdeburg, später Dresden fielen und sächsisch beziehungsweise kursächsisch wurden. Bis zum Wiener Kongress im Jahr 1815 bildete das Urstromtal die Grenze zwischen dem Königreich Sachsen und der Mark Brandenburg.

### Amtsdorf

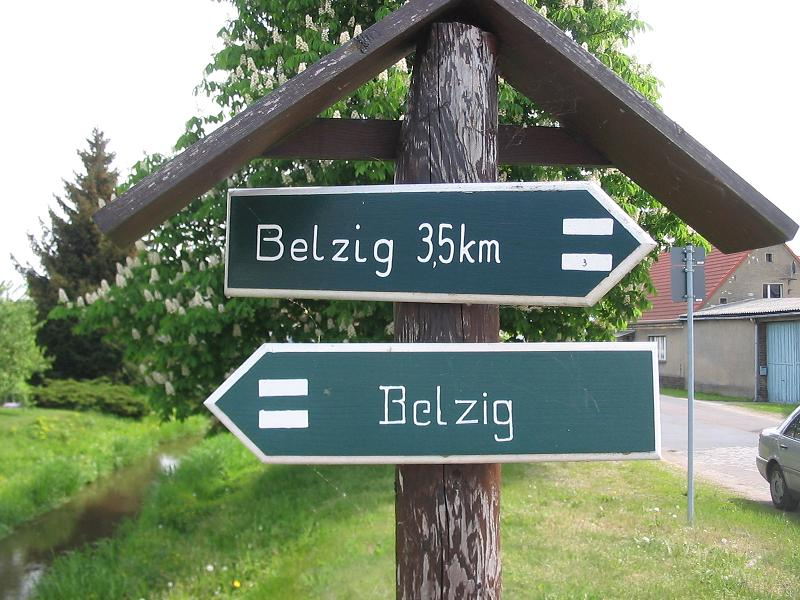
Alle Wege führen ins Amt

Ob Märker, Sachsen oder Preußen – die trockene, karge Umgebung ihrer auf mittlerer Fläminghöhe gebauten Stadt veranlasste die Belziger zu allen Zeiten, für ihr Vieh und ihr Heu feuchte Wiesen aufzusuchen. Diese fanden sich unten im Urstromtal, so dass hier der Begriff Belziger Landschaftswiesen seinen Ursprung hat. Ferner liegt hier der Grund für die frühe Anbindung Schwanebecks an Belzig als Amtsdorf, denn auf diese Weise sicherten sich die Belziger hoheitlichen Einfluss direkt an den Wiesen. Zwischen 1550/52 und 1872 übte die Vogtei beziehungsweise das Amt Belzig die Ober- und Untergerichtsbarkeit in Schwanebeck aus.

### Kurort
Rund vier Kilometer nördlich im übernächsten Nachbardorf sickern im Naturdenkmal Dippmansdorfer Paradies 32 Quellen aus dem Fläminghang, die mit einem Netz aus Wegen, Stegen, Dämmen und Brücken erschlossen sind und noch heute einen Anziehungspunkt darstellen. In Schwanebeck sorgten die Flämingwasser schon 300 Jahre früher für eine – allerdings nicht mehr vorhandene – Attraktion. Eine 1692 entdeckte eisenhaltige und eine 1715 gefundene mit Schwefel versetzte Solequelle sorgten für den Status Kurort, der bereits zu dieser Zeit aus wirtschaftlichen Gründen sehr willkommen war. Die inzwischen verschollene Altarbibel berichtete in einer Widmung über das Heilwasser, 1715 habe in Schwanebeck „Gott der Herr viele Kranke und Gebrechliche Menschen zu ihrer Gesundheit kommen lassen“.
Die Brunnenanlage mit dem immer noch fließenden Quellwasser wich später einer inzwischen stillgelegten Forellenzucht. Seit einigen Jahren darf sich Schwanebeck dennoch erneut als Kurort fühlen, wenn auch nicht mehr Kraft eigener heilbringender Quellen, sondern durch seine Einbindung als Ortsteil in die Stadt Bad Belzig. Denn die Stadt Bad Belzig ist seit 1995 staatlich anerkannter Luftkurort. Dank neuer Einrichtungen wie der SteinTherme mit einer Solequelle oder der Erweiterung des Kurparks und der historischen Lungenheilstätte im Landhausstil zur modernen Reha-Klinik erhielt die Kernstadt 2002 zudem den Titel Kurort mit Heilquellenkurbetrieb.

### Eingemeindung
Schwanebeck wurde am 26. Oktober 2003 nach (Bad) Belzig eingemeindet.

## Sehenswürdigkeiten

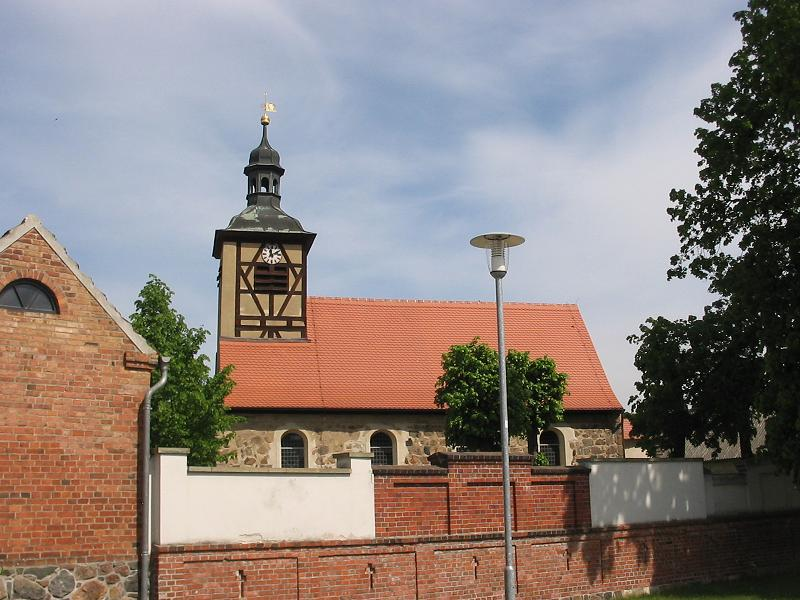
Feldsteinkirche, wahrscheinlich aus dem 14. Jahrhundert

Die mittelalterliche Feldsteinkirche Schwanebeck aus dem 14. Jahrhundert mit Fachwerk-Dachturm hat im Inneren zwei Figuren weiblicher Heiliger aus der Zeit um 1430/40 bewahrt.

## Verkehr
Der öffentliche Personennahverkehr wird unter anderem durch den PlusBus des Verkehrsverbund Berlin-Brandenburg erbracht. Folgende Verbindungen führen, betrieben von der Regiobus Potsdam-Mittelmark, durch Schwanebeck:
- Linie 580: Bad Belzig ↔ Schwanebeck ↔ Golzow ↔ Lehnin ↔ Werder ↔ Potsdam
- Linie 581: Bad Belzig ↔ Schwanebeck ↔ Golzow ↔ Lehnin ↔ Brandenburg